# 赤坂見附
赤坂見附（あかさかみつけ）とは、現在の東京都千代田区紀尾井町・平河町にあたる地に存在した江戸城の城門。「江戸城三十六見附」の一つ。現在では東京メトロ赤坂見附駅付近一帯を指す地名であり、汎用地名としては千代田区永田町や港区赤坂なども含む。

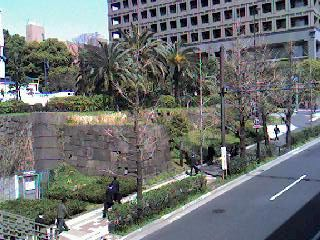
赤坂見附址（石垣）

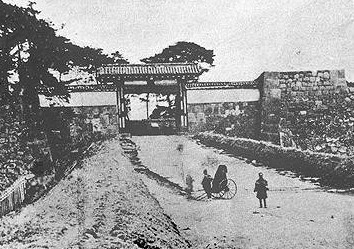
赤坂見附

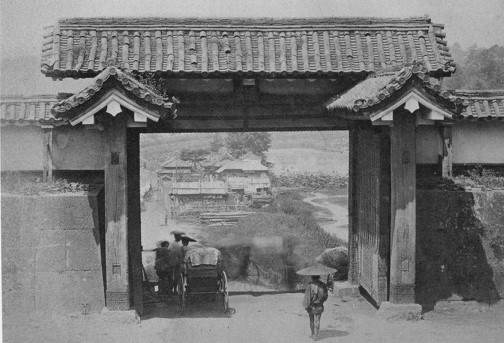
赤坂見附　内側

## 解説
見附とは主に城の外郭に位置し、外敵の侵攻、侵入を発見するために設けられた見張り付きの城門のことで、江戸城には外濠および内濠に沿って36の見附があったとされている。赤坂見附はそのうちのひとつで、他に現在に名を残すものとしては四谷見附（四谷）、市谷見附（市谷）などがある。
赤坂見附は枡形門の形式で、これは田安門、清水門などと同じである。明治時代の道路拡幅工事に伴い解体されたが、一部石垣が残っている（写真参照）。
赤坂見附は外堀に設置された城門で門の北西に弁慶堀、南東に溜池（埋め立てにより消滅）が水を湛えていた。赤坂見附交差点は国道246号（大山道）と外堀通りの交点となっている。

## 近隣の施設
- ホテルニューオータニ
- 永田町駅
- 赤坂見附駅
- メキシコ大使館